# Beňadiková
Beňadiková (maďarsky Benedekfalu) je obec na Slovensku v okrese Liptovský Mikuláš. Žije v ní 527 obyvatel. První písemná zmínka o vesnici pochází z roku 1352. Vesnice stojí v Liptovské kotlině, na pravém břehu potoka Trnovce, nedaleko silnice I/18, mezi městy Liptovský Mikuláš a Liptovský Hrádok. Je součástí mikroregionu Baranec. V katastrálním území obce leží přírodní památka Háje.